# Homoeomma villosum
Homoeomma villosum är en spindelart som först beskrevs av Eugen von Keyserling 1891.  Homoeomma villosum ingår i släktet Homoeomma och familjen fågelspindlar. Inga underarter finns listade i Catalogue of Life.